# Ciutat de Barcelona 1995
Il Ciutat de Barcelona 1995 è stato un torneo di tennis facente parte della categoria ATP Challenger Series nell'ambito dell'ATP Challenger Series 1995. Il torneo si è giocato a Barcellona in Spagna dal 18 al 24 settembre 1995 su campi in terra rossa.

## Vincitori

### Singolare
Jordi Burillo ha battuto in finale  Carlos Moyá con il punteggio di 6–3, 6–2

### Doppio
Luis Lobo /  Javier Sánchez hanno battuto in finale  Jose-Antonio Conde /  Nuno Marques con il punteggio di 6–4, 6–7, 6–4